# Johnny Rives

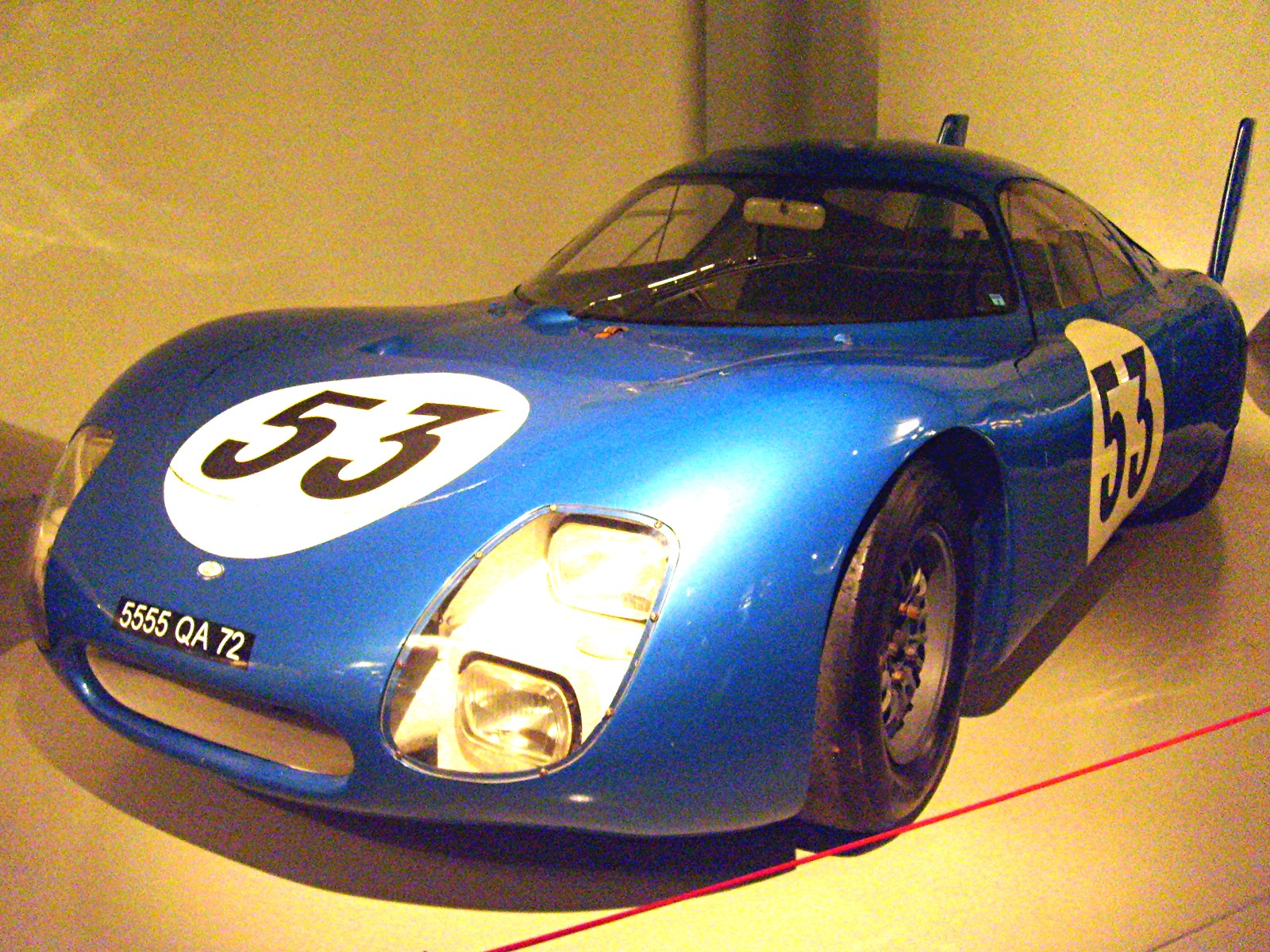
Der CD SP66, mit dem Johnny Rives und Georges Héligoin beim 24-Stunden-Rennen von Le Mans 1966 am Start waren

Jean „Johnny“ Rives (* 9. Dezember 1936 in Toulon) ist ein französischer Motorsportjournalist, der auch als Rallye-Copilot und Autorennfahrer aktiv war.

## Leben
Johnny Rives ist seit 1960 als Motorsportjournalist bei der französischen Sportzeitung L’Équipe tätig. Daneben ist Rives als Fernsehkommentator beim französischen Fernsehsender TF1 beschäftigt. Rives hat auch mehrere Publikation zum Thema Motorsport publiziert, darunter 1988 eine Biographie über Alain Prost.
In den 1970er-Jahren war Rives auch als Copilot engagiert. Zweimal gewann er dabei als Beifahrer die Tour de France für Automobile. Nach einem zweiten Platz 1970, siegte er 1971 mit Gérard Larrousse auf einem Matra MS650 und 1974, wieder mit Larrousse und Jean-Pierre Nicolas als zweitem Fahrer, auf einem Ligier JS2.
Rives war auch als Fahrer aktiv. 1966 startete er für das Team von Charles Deutsch beim 24-Stunden-Rennen von Le Mans, fiel aber durch einen Unfall aus. 1967, bei seinem zweiten Antreten in Le Mans, verpasste er die Qualifikation.

## Statistik

### Le-Mans-Ergebnisse
| Jahr | Team                  | Fahrzeug | Teamkollege      | Platzierung | Ausfallgrund |
| ---- | --------------------- | -------- | ---------------- | ----------- | ------------ |
| 1966 | S.E.C. Automobiles CD | CD SP66  | Georges Héligoin | Ausfall     | Unfall       |

### Einzelergebnisse in der Sportwagen-Weltmeisterschaft
| Saison | Team            | Rennwagen | 1   | 2   | 3   | 4   | 5   | 6   | 7   | 8   | 9   | 10  | 11  | 12  | 13  |
| ------ | --------------- | --------- | --- | --- | --- | --- | --- | --- | --- | --- | --- | --- | --- | --- | --- |
| 1966   | Charles Deutsch | CD SP66   | DAY | SEB | MON | TAR | SPA | NÜR | LEM | MUG | CCE | HOK | SIM | NÜR | ZEL |
| 1966   | Charles Deutsch | CD SP66   |     |     |     | DNF |     |     |     |     |     |     |     |     |     |

## Ausgewählte Werke
- Johnny Rives, Gérard Flocon, Christian Moity: La Fabuleuse Histoire de la Formule 1. La Martinière, Paris 1996, ISBN 2-7324-2198-7.
- Johnny Rives, Anne Giuntini, Arnaud Chambert-Protat: Les grands constructeurs dans la course. 1989–1999 (= 50 ans de Formule 1, 5). ETAI, Boulogne 2002, ISBN 2-7268-8478-4.
- Johnny Rives: C'était ça, ma guerre ... récit. Audibert, Paris 2005, ISBN 2-84749-063-9.
- Johnny Rives: La Gueule du Diable. Drivers, Toulouse 2005 ISBN 2-35124-004-9.